# Тизимин
Тизимин (шп. Tizimín) насеље је у Мексику у савезној држави Јукатан у општини Тизимин. Насеље се налази на надморској висини од 20 м.

## Становништво
Према подацима из 2010. године у насељу је живело 46971 становника.

### Хронологија
| Година       | 2000                  | 2005                  | 2010                  |
| ------------ | --------------------- | --------------------- | --------------------- |
| Становништво | 39525 (19314 / 20211) | 44151 (21648 / 22503) | 46971 (22944 / 24027) |

### Попис
| \| \| м \| \| \| ж \| \| 0—2 \| 1.358 \| \| \| 1.323 \| \| 3—5 \| 1.443 \| \| \| 1.390 \| \| 6—11 \| 2.952 \| \| \| 2.961 \| \| 12—14 \| 1.536 \| \| \| 1.396 \| \| 15—17 \| 1.558 \| \| \| 1.539 \| \| 18—24 \| 3.165 \| \| \| 3.249 \| \| 60+ \| 2.444 \| \| \| 2.449 \| \| Просек : \| 28,2 \| \| \| 29,1 \| |       |  |  |       |
| |       |  |  |       |
| | м     |  |  | ж     |
| 0—2 | 1.358 |  |  | 1.323 |
| 3—5 | 1.443 |  |  | 1.390 |
| 6—11 | 2.952 |  |  | 2.961 |
| 12—14 | 1.536 |  |  | 1.396 |
| 15—17 | 1.558 |  |  | 1.539 |
| 18—24 | 3.165 |  |  | 3.249 |
| 60+ | 2.444 |  |  | 2.449 |
| Просек : | 28,2  |  |  | 29,1  |

| #   | Индикатор                                                                                        | Вредност |
| --- | ------------------------------------------------------------------------------------------------ | -------- |
| 1   | Становништво од 0 до 2 године                                                                    | 2681     |
| 2   | Мушко становништво од 0 до 2 године                                                              | 1358     |
| 3   | Женско становништво од 0 до 2 године                                                             | 1323     |
| 4   | Становништво са 3 и више година                                                                  | 44156    |
| 5   | Мушко становништво са 3 и више година                                                            | 21518    |
| 6   | Женско становништво са 3 и више година                                                           | 22638    |
| 7   | Становништво са 5 и више година                                                                  | 42261    |
| 8   | Мушко становништво са 5 и више година                                                            | 20562    |
| 9   | Женско становништво са 5 и више година                                                           | 21699    |
| 10  | Становништво са 12 и више година                                                                 | 35410    |
| 11  | Мушко становништво са 12 и више година                                                           | 17123    |
| 12  | Женско становништво са 12 и више година                                                          | 18287    |
| 13  | Становништво са 15 и више година                                                                 | 32478    |
| 14  | Мушко становништво са 15 и више година                                                           | 15587    |
| 15  | Женско становништво са 15 и више година                                                          | 16891    |
| 16  | Становништво са 18 и више година                                                                 | 29381    |
| 17  | Мушко становништво са 18 и више година                                                           | 14029    |
| 18  | Женско становништво са 18 и више година                                                          | 15352    |
| 19  | Становништво од 3 до 5 година                                                                    | 2833     |
| 20  | Мушко становништво од 3 до 5 година                                                              | 1443     |
| 21  | Женско становништво од 3 до 5 година                                                             | 1390     |
| 22  | Становништво од 6 до 11 година                                                                   | 5913     |
| 23  | Мушко становништво од 6 до 11 година                                                             | 2952     |
| 24  | Женско становништво од 6 до 11 година                                                            | 2961     |
| 25  | Становништво од 8 до 14 година                                                                   | 6934     |
| 26  | Мушко становништво од 8 до 14 година                                                             | 3525     |
| 27  | Женско становништво од 8 до 14 година                                                            | 3409     |
| 28  | Становништво од 12 до 14 година                                                                  | 2932     |
| 29  | Мушко становништво од 12 до 14 година                                                            | 1536     |
| 30  | Женско становништво од 12 до 14 година                                                           | 1396     |
| 31  | Становништво од 15 до 17 година                                                                  | 3097     |
| 32  | Мушко становништво од 15 до 17 година                                                            | 1558     |
| 33  | Женско становништво од 15 до 17 година                                                           | 1539     |
| 34  | Становништво од 18 до 24 године                                                                  | 6414     |
| 35  | Мушко становништво од 18 до 24 године                                                            | 3165     |
| 36  | Женско становништво од 18 до 24 године                                                           | 3249     |
| 37  | Женско становништво од 15 до 49 година                                                           | 12512    |
| 38  | Становништво са 60 и више година                                                                 | 4893     |
| 39  | Мушко становништво са 60 и више година                                                           | 2444     |
| 40  | Женско становништво са 60 и више година                                                          | 2449     |
| 41  | Однос између мушкараца и жена                                                                    | 95.49    |
| 42  | Становништво од нуле до 14 година                                                                | 14359    |
| 43  | Становништво од 15 до 64 године                                                                  | 29023    |
| 44  | Становништво од 65 година и више                                                                 | 3455     |
| 45  | Просечан број деце                                                                               | 2.54     |
| 46  | Становништво рођено у ентитету                                                                   | 44609    |
| 47  | Мушко становништво рођено у ентитету                                                             | 21769    |
| 48  | Женско становништво рођено у ентитету                                                            | 22840    |
| 49  | Становништво рођено у другом ентитету                                                            | 2157     |
| 50  | Мушко становништво рођено у другом ентитету                                                      | 1068     |
| 51  | Женско становништво рођено у другом ентитету                                                     | 1089     |
| 52  | Становништво од 5 година и више резидентно у ентитету у јуну 2005. године                        | 40837    |
| 53  | Мушко становништво старосног доба од 5 година и више, резидентно у ентитету у јуну 2005. године  | 19809    |
| 54  | Женско становништво старосног доба од 5 и више година, резидентно у ентитету у јуну 2005. године | 21028    |
| 55  | Становништво од 5 година и више које је живело у другом ентитету у јуну 2005. године             | 1229     |
| 56  | Мушко становништво старије од 5 година које је живело у другом ентитету у јуну 2005. године      | 650      |
| 57  | Женско становништво старије од 5 година које је живело у другом ентитету у јуну 2005. године     | 579      |
| 58  | Становништво од 3 године и више које говори аутохтони језик                                      | 12979    |
| 59  | Мушко становништво старо 3 године и више које говори аутохтони језик                             | 6529     |
| 60  | Женско становништво старо 3 године и више које говори аутохтони језик                            | 6450     |
| 61  | Становништво од 3 године и више које говори аутохтони језик и не говори шпански језик            | 304      |
| 62  | Мушко становништво старо 3 године и више које говори аутохтони језик и не говори шпански         | 129      |
| 63  | Женско становништво старо 3 године и више које говори аутохтони језик и не говори шпански језик  | 175      |
| 64  | Становништво старо 3 године и више које говори аутохтони језик и шпански                         | 12329    |
| 65  | Мушко становништво старо 3 године и више које говори аутохтони језик и шпански                   | 6238     |
| 66  | Женско становништво старо 3 године и више које говори аутохтони језик и шпански                  | 6091     |
| 67  | Становништво од 5 година и више које говори аутохтони језик                                      | 12959    |
| 68  | Становништво од 5 година и више које говори аутохтони језик и не говори шпански језик            | 304      |
| 69  | Становништво од 5 година и више које говори аутохтони језик и говори шпански језик               | 12312    |
| 70  | Становништво у домородачким домаћинствима                                                        | 29842    |
| 71  | Становништво са ограничењима у активностима                                                      | 2848     |
| 72  | Становништво са ограниченим ходањем или кретањем, горе или доле                                  | 1537     |
| 73  | Становници са ограничењима вида, чак и уз кориштење сочива                                       | 921      |
| 74  | Становништво са ограничењима говора, комуникације или конверзације                               | 359      |
| 75  | Становништво са ограниченим слухом                                                               | 347      |
| 76  | Становништво са ограничењима при одевању, купању или јелу                                        | 166      |
| 77  | Становништво са ограничењима у опажању или учењу једноставних ствари                             | 191      |
| 78  | Становништво са менталним ограничењима                                                           | 252      |
| 79  | Становништво без ограничења активности                                                           | 43837    |
| 80  | Становништво од 3 до 5 година које не похађа школу                                               | 1274     |
| 81  | Мушко становништво од 3 до 5 година које не похађа школу                                         | 654      |
| 82  | Женско становништво од 3 до 5 година које не похађа школу                                        | 620      |
| 83  | Становништво од 6 до 11 година које не похађа школу                                              | 221      |
| 84  | Мушко становништво од 6 до 11 година које не похађа школу                                        | 118      |
| 85  | Женско становништво од 6 до 11 година које не похађа школу                                       | 103      |
| 86  | Становништво од 12 до 14 година које не похађа школу                                             | 268      |
| 87  | Мушко становништво од 12 до 14 година које не похађа школу                                       | 144      |
| 88  | Женско становништво од 12 до 14 година које не похађа школу                                      | 124      |
| 89  | Становништво од 15 до 17 година похађа школу                                                     | 2187     |
| 90  | Мушко становништво од 15 до 17 година похађа школу                                               | 1087     |
| 91  | Женско становништво између 15 и 17 година живота у школи                                         | 1100     |
| 92  | Становништво од 18 до 24 године похађа школу                                                     | 1973     |
| 93  | Мушко становништво од 18 до 24 године похађа школу                                               | 1059     |
| 94  | Женско становништво од 18 до 24 године похађа школу                                              | 914      |
| 95  | Становништво од 8 до 14 година које не може да чита и пише                                       | 325      |
| 96  | Мушко становништво старосног доба од 8 до 14 година које не може да чита и пише                  | 194      |
| 97  | Женско становништво старосног доби од 8 до 14 година које не може да чита и пише                 | 131      |
| 98  | Становништво од 15 година и више које је неписмено                                               | 3899     |
| 99  | Мушко становништво од 15 година и више које је неписмено                                         | 1595     |
| 100 | Женско становништво од 15 година и више које је неписмено                                        | 2304     |
| 101 | Становништво старо 15 и више година без школовања                                                | 4191     |
| 102 | Мушко становништво старо 15 и више година без школовања                                          | 1831     |
| 103 | Женско становништво старо 15 и више година без школовања                                         | 2360     |
| 104 | Становништво старосног доба 15 и више година са непотпуним основним образовањем                  | 7045     |
| 105 | Мушко становништво старосног доба од 15 година и више са непотпуном основним образовањем         | 3329     |
| 106 | Женско становништво старосног доба 15 и више година са непотпуном основним образовањем           | 3716     |
| 107 | Становништво старо 15 и више година са комплетним основним образовањем                           | 5032     |
| 108 | Мушко становништво старо 15 година и више са комплетним основним образовањем                     | 2354     |
| 109 | Женско становништво старо 15 и више година са комплетним основним образовањем                    | 2678     |
| 110 | Становништво старосног доба 15 и више година са непотпуним средњим образовањем                   | 1993     |
| 111 | Мушко становништво старосног доба од 15 година и више са непотпуним средњим образовањем          | 1083     |
| 112 | Женско становништво старосног доба од 15 година и више са непотпуним средњим образовањем         | 910      |
| 113 | Становништво старо 15 и више година са пуним секундарном образовањем                             | 5076     |
| 114 | Мушко становништво старосног доба од 15 година и више са пуним секундарном образовањем           | 2382     |
| 115 | Женско становништво старосног доба од 15 година и више са пуним секундарном образовањем          | 2694     |
| 116 | Становништво старије од 18 година са постосновним образовањем                                    | 8293     |
| 117 | Мушко становништво старије од 18 година са постосновним образовањем                              | 4229     |
| 118 | Женско становништво старије од 18 година са постосновним образовањем                             | 4064     |
| 119 | Просечна оцена школовања                                                                         | 7.13     |
| 120 | Просечан ниво образовања мушке популације                                                        | 7.37     |
| 121 | Просечан ниво образовања женског становништва                                                    | 6.91     |
| 122 | Економски активно становништво                                                                   | 17764    |
| 123 | Економски активна мушка популација                                                               | 12191    |
| 124 | Економски активна женска популација                                                              | 5573     |
| 125 | Становништво које није економски активно                                                         | 17495    |
| 126 | Мушко становништво које није економски активно                                                   | 4843     |
| 127 | Женско становништво које није економски активно                                                  | 12652    |
| 128 | Запослено становништво                                                                           | 17381    |
| 129 | Запослено мушко становништво                                                                     | 11875    |
| 130 | Запослено женско становништво                                                                    | 5506     |
| 131 | Незапослена популација                                                                           | 383      |
| 132 | Незапослена мушка популација                                                                     | 316      |
| 133 | Незапослена женска популација                                                                    | 67       |
| 134 | Становништво без права на здравствене услуге                                                     | 11044    |
| 135 | Становништво које има право на здравствене услуге                                                | 35754    |
| 136 | Становништво које има право на ИМСС                                                              | 11582    |
| 137 | Становништво које има право на социјално осигурање                                               | 2319     |
| 138 | Становништво које има право на државно социјално осигурање                                       | 61       |
| 139 | Становништво које има право на опште осигурање или здравствено осигурање за нову генерацију      | 21577    |
| 140 | Становништво које је било једном или није било у браку током 12 година и више                    | 12391    |
| 141 | Венчано или уједињено становништво од 12 година и више                                           | 19970    |
| 142 | Становништво које је било у браку или уједињено 12 година и више                                 | 3015     |
| 143 | Становништво са католичком религијом                                                             | 35127    |
| 144 | Протестанти, еванђелисти и библијски следбеници различити од еванђелиста                         | 9010     |
| 145 | Становништво са другим религијама различитим од претходних                                       | 107      |
| 146 | Становништво без религије                                                                        | 2220     |
| 147 | Укупно пописаних домаћинства                                                                     | 11352    |
| 148 | Пописна домаћинства на челу са мушкарцима                                                        | 8686     |
| 149 | Пописна домаћинства на челу са женама                                                            | 2666     |
| 150 | Становништво у пописним домаћинствима                                                            | 46808    |
| 151 | Становништво у пописним домаћинствима на челу са мушкарцима                                      | 37004    |
| 152 | Становништво у пописним домаћинствима на челу са женама                                          | 9804     |
| 153 | Укупно домаћинстава                                                                              | 14942    |
| 154 | Укупно насељених домаћинстава                                                                    | 11397    |
| 155 | Укупно приватних кућа                                                                            | 14897    |
| 156 | Насељени приватни домови                                                                         | 11352    |
| 157 | Укупно насељених приватних кућа                                                                  | 11394    |
| 158 | Ненасељене приватне куће                                                                         | 1797     |
| 159 | Појединачна домаћинства за привремену употребу                                                   | 1748     |
| 160 | Становници у насељеним приватним кућама                                                          | 46808    |
| 161 | Насељеност станара у приватним становима                                                         | 4.12     |
| 162 | Просечно становника по соби у приватним насељеним домаћинствима                                  | 1.36     |
| 163 | Појединачна домаћинства са подовима од различитих материјала од земље                            | 10700    |
| 164 | Појединачна домаћинства у приземљу                                                               | 607      |
| 165 | Појединачна домаћинства са једном спаваћом собом                                                 | 5477     |
| 166 | Појединачна домаћинства са две спаваће собе и више                                               | 5833     |
| 167 | Појединачна домаћинства са једним собом                                                          | 1487     |
| 168 | Појединачна домаћинства са две собе                                                              | 3067     |
| 169 | Појединачна домаћинства са 3 собе и више                                                         | 6743     |
| 170 | Појединачна домаћинства која имају електрично светло                                             | 11046    |
| 171 | Појединачна домаћинства која немају електрично светло                                            | 265      |
| 172 | Појединачна домаћинства која имају водоводну воду у стамбеном простору                           | 10507    |
| 173 | Појединачна домаћинства која немају водоводну воду у стамбеном простору                          | 785      |
| 174 | Појединачна домаћинства која имају тоалет                                                        | 9937     |
| 175 | Појединачна домаћинства која имају канализацију                                                  | 8984     |
| 176 | Појединачна домаћинства која немају канализацију                                                 | 2298     |
| 177 | Појединачна домаћинства која имају електрично светло, довод воде из јавне мреже и канализацију   | 8656     |
| 178 | Појединачна домаћинства без икаквих услова                                                       | 415      |
| 179 | Појединачна домаћинства која имају радио                                                         | 8679     |
| 180 | Појединачна домаћинства која имају телевизор                                                     | 10239    |
| 181 | Појединачна домаћинства која имају фрижидер                                                      | 7652     |
| 182 | Појединачна домаћинства која имају машину за веш                                                 | 6593     |
| 183 | Појединачна домаћинства која имају аутомобил или комби                                           | 2748     |
| 184 | Појединачна домаћинства која имају рачунар                                                       | 1923     |
| 185 | Појединачна домаћинства која имају фиксну телефонску линију                                      | 1965     |
| 186 | Појединачна домаћинства која имају мобилни телефон                                               | 7063     |
| 187 | Појединачна домаћинства која имају приступ интернету                                             | 1144     |
| 188 | Величина локације                                                                                | 9        |